# Bloomington (Illinois)
Bloomington – miasto w Stanach Zjednoczonych, w środkowej części stanu Illinois, siedziba hrabstwa McLean. Według spisu ludności przeprowadzonego w 2010 miasto zamieszkuje 76 610 osób. Wraz z sąsiednim Normalem tworzy dwumiasto. W pobliżu miasta znajduje się Port lotniczy Central Illinois.

## Miasta partnerskie
- Asahikawa (Japonia)
- Canterbury (Anglia)